# Ruth Michaelis-Jena
Ruth Michaelis-Jena (* 19. Oktober 1905 in Detmold; † 14. August 1989 in East Lothian, Schottland) war eine deutsch-britische Schriftstellerin und Übersetzerin.

## Leben
Ruth Michaelis-Jena kam am 19. Oktober 1905 als einziges Kind eines wohlhabenden jüdischen Kaufmanns in Detmold zur Welt. Am 12. April 1912 wurde sie am Detmolder Lyzeum eingeschult. Während ihrer Schulzeit entdeckte sie ihre Liebe zu Büchern, hierbei insbesondere Sagen und historische Themen. Ihre Schulzeit endete 1922. Aufgrund der Inflation hatte ihr Vater inzwischen einen Großteil seines Vermögens verloren, und so konnte es sich die Familie nicht erlauben, ihre Tochter zur Universität zu schicken. Ruth Michaelis-Jena entschied sich daher für eine Ausbildung zur Buchhändlerin bei der Meyerschen Hofbuchhandlung. Hier wurde sie Anfang 1923 erstmals mit offenem Antisemitismus konfrontiert, als sich ein Kollege weigerte, mit einer Jüdin zusammenzuarbeiten.
Im Januar 1925 starb ihr Vater.
Im Herbst 1931 kündigte Michaelis-Jena ihre Anstellung bei der Hofbuchhandlung und entschloss sich im Frühjahr 1932, zusammen mit ihrer Freundin Hertha Auerbach ein eigenes Geschäft im Haus ihres Vaters zu eröffnen. Nach der Machtergreifung der Nationalsozialisten wurden im Zuge des Judenboykotts ihre Schaufenster am 1. April 1933 mit antisemitischen Parolen beschmiert. Daher schloss sie ihr Geschäft und fasste Emigrationspläne. 1934 erhielt sie eine Ausreisegenehmigung und trat im Mai des Jahres ihre Reise Richtung Edinburgh an. Mehrfach kehrte Michaelis-Jena nach Deutschland zurück, um sich mit ihrer zurückgelassenen Mutter zu treffen. Als diese aber nach Krankheit an einem Herzinfarkt starb, traf Ruth Michaelis-Jena die Entscheidung, ihre ehemalige Heimat nicht wiederzusehen.
In Schottland arbeitete sie in den Buchhandlungen von James Thin und William Y. Darling. Nach Kriegsausbruch wurden in Großbritannien lebende Deutsche als mögliche feindliche Ausländer betrachtet und Ruth Michaelis-Jena musste zweimal vor einem Untersuchungsausschuss aussagen. Nach der zweiten Befragung wurde sie im Jahr 1940 im Saughton-Gefängnis interniert. Ihre Freilassung erfolgte im Juli 1941. 1947 erlangte Michaelis-Jena die britische Staatsbürgerschaft. Mit ihrem neuen Pass unternahm sie wieder Auslandsreisen, die sie entgegen ursprünglichen Absichten schließlich auch nach Deutschland führten, erstmals 1950 zur Frankfurter Buchmesse. Eingeschlossen war ein Besuch der Gräber ihrer Eltern, die – anders als ihr Elternhaus – im Krieg nicht zerstört worden waren.
Ihren Mann, den Schriftsteller und Dozenten Arthur Ratcliff, lernte sie gegen Kriegsende kennen und lieben, sie heirateten 1952. Michaelis-Jena gab ihren Beruf als Buchhändlerin auf und widmete sich zusammen mit ihm der Übersetzung deutscher Folklore, insbesondere der Werke der Gebrüder Grimm, ins Englische. Nach Arthur Ratcliffs Tod im Jahr 1960 war sie auch als Schriftstellerin tätig und veröffentlichte die durch ihre Beschäftigung mit den Werken der Gebrüder Grimm gewonnenen Erkenntnisse in dem Buch The Brothers Grimm. Ihr Interesse galt aber nicht nur der deutschen, sondern zunehmend auch der schottischen Folklore. Sie stiftete den Michaelis-Jena Ratcliff Prize, der seit 1991 an Personen vergeben wird, die sich um die schottische Folklore und Volkskunde verdient gemacht haben.

## Werke

### Autorin
- The Brothers Grimm. Routledge & Paul, London 1970, ISBN 0-7100-6449-7.
  - Die Brüder Grimm. Aschendorff, Münster 1980 (gekürzt).
- European Choice. Good and Simple Recipes. Canongate, Edinburgh 1977, ISBN 0-903937-50-6.
- German Tales and Legends. Muller, London 1982, ISBN 0-584-62059-4.
- Heritage of the Kaiser’s Children. An Autobiography. Edinburgh 1983, ISBN 0-86241-046-0.
  - Auch wir waren des Kaisers Kinder. Lebenserinnerungen. F.L. Wagener, Lemgo 1985, ISBN 3-921428-53-X.

### Herausgeberin
- Recipes Continental. Albyn Press, Edinburgh 1949.
- Ruth Michaelis-Jena, Hannah Aitken (Hrsg.): Scottish Folk Tales. Muller, London 1976, ISBN 0-584-62393-3.
  - Ruth Michaelis-Jena, Hannah Aitken (Hrsg.): Schottische Volksmärchen. Diederichs, Düsseldorf 1965.
- Ruth Michaelis-Jena, Katharine Mary Briggs (Hrsg.): Englische Volksmärchen. Diederichs, Düsseldorf 1970.